# Historia Chorzowa

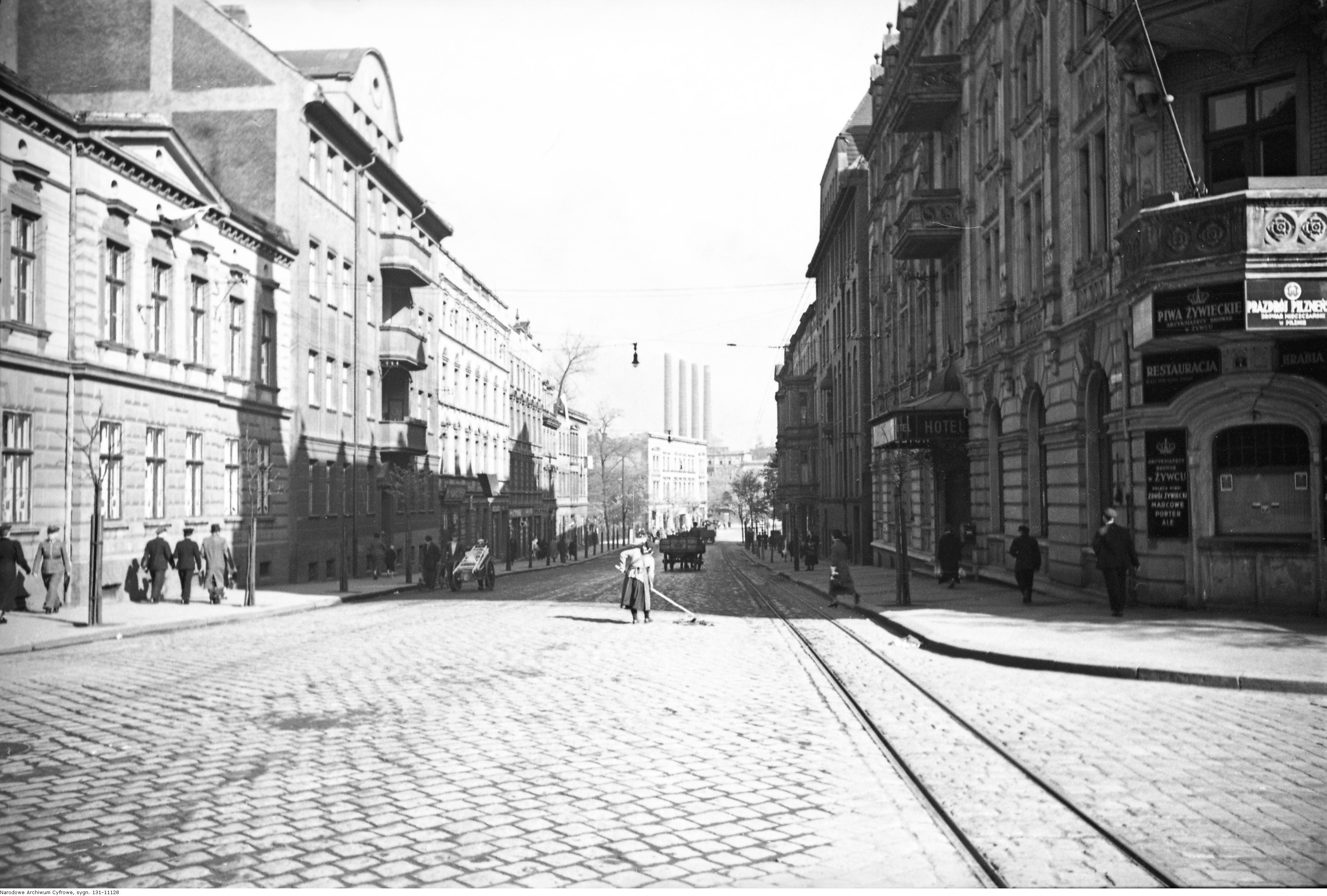
Chorzów (Królewska Huta), ul. Katowicka przy skrzyżowaniu z ul. Konopnickiej (fot. Henryk Poddębski, 1937)

Historia Chorzowa – sięga średniowiecza, a najstarszą jego częścią jest Chorzów Stary, wzmiankowany w 1136 roku i lokowany na prawie niemieckim w 1257 roku przez zakon bożogrobców. Położenie przy szlaku handlowym sprzyjało rozwojowi, a od XVI wieku prowadzono wydobycie rud metali. Przełom nastąpił w 1787 roku wraz z odkryciem pokładów węgla kamiennego, co zapoczątkowało industrializację. 
W 1799 roku powstała Huta „Królewska”, wokół której rozwijała się osada przemysłowa. W 1868 roku Królewska Huta uzyskała prawa miejskie, a w 1898 roku status powiatu miejskiego. Po I wojnie światowej, mimo plebiscytowej większości głosów za Niemcami, w 1922 roku miasto włączono do Polski. W 1934 roku po przyłączeniu sąsiednich gmin nadano mu nazwę Chorzów, ustalając współczesne granice.

## Początki osadnictwa
Miasto składa się z kilku dzielnic mających odrębną historię. Najstarszą z nich jest Chorzów Stary, dawniejsza wieś Chorzów. Pierwsza wzmianka o wsi pochodzi już z 1136 r. Wieś lokowano w 1257 r. na mocy aktu lokacji wystawionego przez księcia Władysława opolskiego. Dokument zezwalał zakonowi bożogrobców miechowickich na lokację wsi na prawie niemieckim. Bożogrobcy wybudowali kaplicę i szpital (przeniesiony w 1299 r. do sąsiedniego Bytomia). Na północ od wsi przebiegał w tym czasie ważny szlak handlowy prowadzący z Wrocławia przez Bytom do Krakowa. Na przełomie XV i XVI w. w Chorzowie (Starym) wybudowano pierwszy kościół murowany: pod wezwaniem św. Marii Magdaleny. Od XVI w. na terenach wsi wydobywano rudy srebra, ołowiu i żelaza, ale przełomem był rok 1787, gdy miejscowy proboszcz Ludwik Bojarski odkrył pokłady węgla kamiennego. Wybudowano kopalnię „Fürstin Hedwig” (pol. „Księżna Jadwiga”) będącą własnością parafii. 15 stycznia 1788 roku kopalnię wizytują hr. Friedrich Wilhelm von Reden oraz przysięgły górniczy Salomon Isaac. Po tej i następnych wizytach zapada decyzja o eksploatacji złoża. Ponieważ tereny były własnością klasztorną, poprzez intrygę i nacisk na prepozyta klasztoru doszło do odkupienia terenu za kwotę 30–50 talarów. W 1810 r. na mocy zarządzenia Fryderyka Wilhelma III majątek klasztorny stał się własnością państwa pruskiego. Do dziś ze wsi Chorzów zachował się jedynie częściowo XIII-wieczny wiejski układ ulic i kilkanaście budynków charakterystycznej zagrody wiejskiej (przy placu św. Jana).

## Powstanie Królewskiej Huty

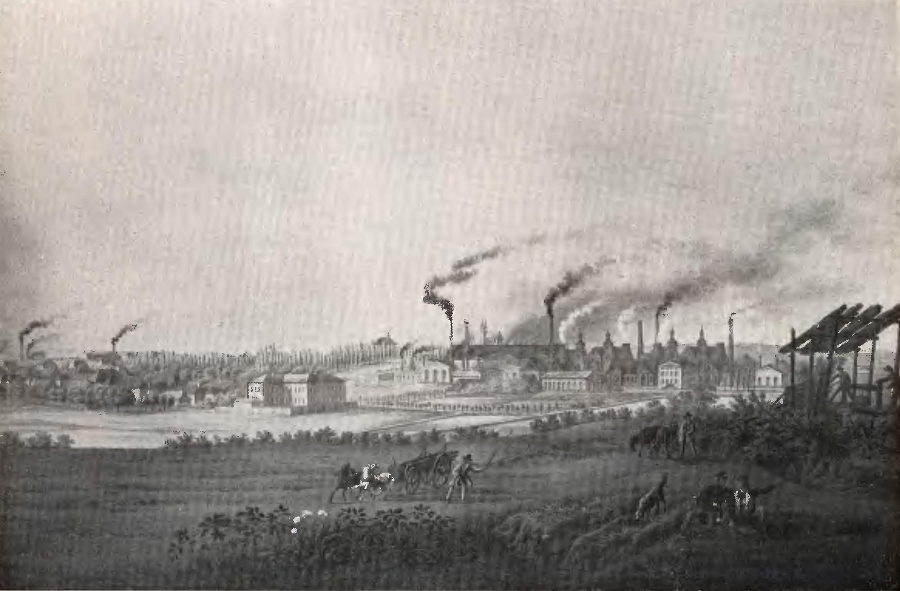
Królewska Huta na litografii z XIX w.

Zalążkiem miasta była osada, koncentrująca się wokół założonej w 1799 roku z inicjatywy hrabiego Fryderyka Redena Königshütte (pol. Huta „Królewska”, późniejsza Huta „Kościuszko”). Do dzisiaj zachowało się 6 domów z datowanego na ok. 1800 rok osiedla robotniczego przy obecnej ulicy Kalidego. Od lat 20. i 30. XIX wieku na terenie obecnego miasta powstały kolejne kolonie robotnicze. Prywatna kolonia Erdmanswille, założona przez przedsiębiorcę Erdmanna Sarganka w miejscu i okolicy obecnej ul. Wolności, głównego traktu handlowego, postrzeganego dziś jako centrum miasta, powstawała w latach 1826–1830 na terenie, który jeszcze do 1824 roku był porośnięty lasem. Czynnikiem rozpraszającym w formowaniu się przyszłego układu urbanistycznego miasta była kopalnia węgla „Król” (niem. „König”), założona jeszcze w 1791 roku (późniejsza kopalnia „Prezydent”, zlikwidowana w 1993 roku). Wprawdzie jeden z pierwszych szybów uruchomiono w dzisiejszym centrum miasta, ale z biegiem czasu wydobycie wymagało drążenia odległych od siebie szybów wydobywczych na czterech polach góniczych, przy których powstawały kolejne kolonie.

## Lata 1868–1918

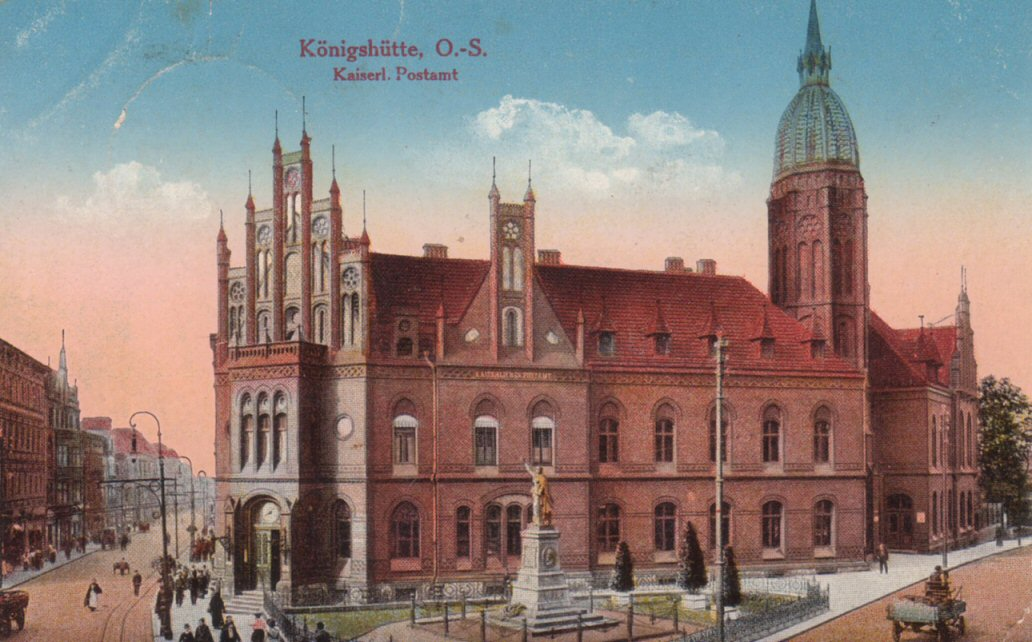
Gmach poczty w Królewskiej Hucie na widokówce z pocz. XX w.

Decyzję o nadaniu praw miejskich podjęto dopiero 17 lipca 1868 roku. Na mocy aktu erekcyjnego króla pruskiego Wilhelma I połączono kolonie robotnicze i kilka gmin wiejskich w gminę miejską o nazwie: Stadt Königshutte (pol. Miasto Królewska Huta). Miasto liczyło wówczas ok. 14 tys. mieszkańców. Ich liczba zaczęła jednak szybko rosnąć osiągając w 1905 roku 66 tys. Na początku XX w. Królewska Huta miała najwyższą gęstość zaludnienia na Górnym Śląsku (w 1914 r. na 1 ha zabudowy przypadało ok. 366 osób) i jako jedyne miasto na Górnym Śląsku dwa kościoły ewangelicko-augsburskie. Status powiatu miejskiego (niem. Stadtkreis) wiążący się z większą samodzielnością finansową gmina uzyskała na mocy rozporządzenia ministra spraw wewnętrznych z 12 marca 1898 r., które wyłączyło miasto z powiatu bytomskiego. Miasto stało się w ten sposób pierwszym na Górnym Śląsku samodzielnym powiatem miejskim. Formalnie miasto zaczęło działać cztery miesiące później – po wyłonieniu w wyborach komunalnych pierwszej rady miejskiej. W 1894 roku wybrukowanymi ulicami Królewskiej Huty i Nowych Hajduk (od 1897 roku Chorzowa, a od 1899 roku Górnych i Dolnych Hajduk) zaczęły kursować tramwaje. W 1898 r. uruchomiono w Chorzowie (Starym) elektrownię, która później w okresie międzywojennym była największą w Polsce (100 MW). Na przełomie XIX i XX w., w okresie największej świetności Królewskiej Huty, wybudowano szereg budynków użyteczności publicznej: m.in. neogotycki budynek poczty (1892), Hotel „Graf Reden” (1901, obecnie Teatr Rozrywki) i Halę Targową (1905) o powierzchni 2600 m². W tym czasie powstały też liczne kamienice mieszczańskie, z których najbardziej reprezentacyjne wybudowano na najbogatszej ulicy miasta, Kaiserstrasse (obecna ul. Wolności).

## Okres międzywojenny

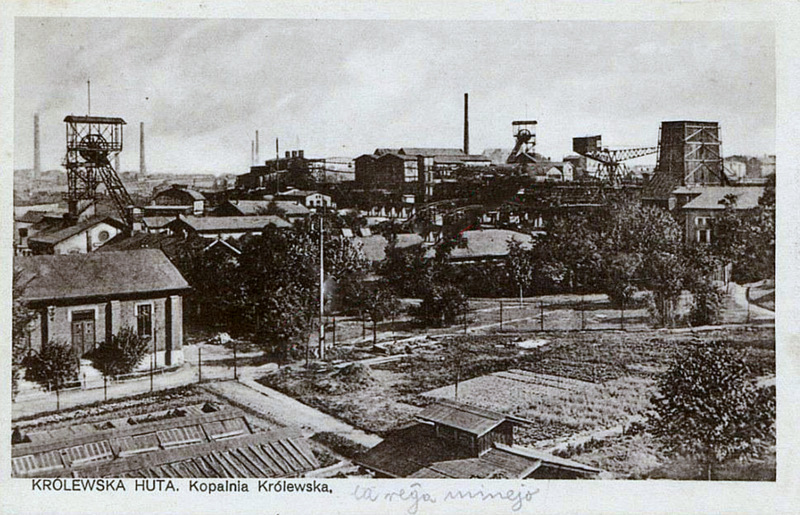
Kopalnia Węgla Kamiennego „Król” na widokówce z 1922 r.

2 stycznia 1919 r. doszło w mieście do gwałtownych demonstracji robotniczych pod hasłem podwyżek płac. Następnego dnia wybuchły w mieście strajki. Robotnicy zostali ostrzelani przez wojsko przed budynkiem inspekcji górniczej. Zginęło 17 osób, a 21 robotników zostało rannych. 6 stycznia w mieście wprowadzono stan oblężenia.
W 1920 roku powstał klub Ruch w Bismarkhucie (Hajdukach), dziś znany jako Ruch Chorzów – jeden z najbardziej utytułowanych polskich klubów piłkarskich.
Pomimo plebiscytu z dnia 20 marca 1921 roku, w którym 74,5% mieszkańców opowiedziało się za przynależnością do Niemiec, w czerwcu 1922 roku miasto Königshütte przyłączono do Polski, nadając mu urzędową polską nazwę Królewska Huta. Miasto weszło w skład autonomicznego województwa śląskiego. Okres międzywojenny nie był najlepszym czasem dla rozwoju tutejszego przemysłu, głównie ze względu na złe stosunki handlowe z Niemcami (wojna celna), a także niekorzystne zmiany własnościowe w zakładach przemysłowych. W tych latach rozwijała się w zasadzie tylko Państwowa Fabryka Związków Azotowych (w 1933 roku połączona z zakładami w Mościcach). Jeden z wydziałów Huty „Królewskiej” (od 1936 roku pod nazwą „Piłsudski”) przekształcono w 1864 roku w Zakłady Przetwórcze (późniejszy „Konstal”, obecnie producent taboru szynowego w Polsce Alstom Konstal S.A.). 
Nazwę Chorzów nadano miastu 1 lipca 1934 r., przyłączając do Królewskiej Huty gminy Chorzów i Nowe Hajduki. Od 1 kwietnia 1939 r. na mocy ustawy Sejmu Śląskiego częścią Chorzowa stała się także sąsiednia gmina Wielkie Hajduki, która wkrótce weszła w skład VI dzielnicy Chorzowa, nazwanej Chorzowem-Batorym.